# Grammostola pulchra
Grammostola pulchra is een bodembewonende, fluweelzwarte vogelspin die afkomstig is uit Chili, Brazilië, Uruguay, Paraguay, Bolivia en Argentinië. Het is, net zoals de Chileense vogelspin, een populaire vogelspinnensoort om te houden als huisdier, alhoewel ze (voornamelijk de vrouwtjes) vrij duur zijn. Ze bereiken een lichaamslengte (exclusief poten) van ongeveer 5 cm.

## Leefgebied
De spin leeft in vrij vochtige gebieden, tropische regenwouden en pampa's, waar ze ondiepe holen graven. In een terrarium hebben ze nood aan een temperatuur van 26 tot 30 °C en luchtvochtigheid tussen de 60 en 70%.

## Voedsel
Het voedsel van de spin bestaat, zoals bij andere vogelspinnen, voornamelijk uit insecten, bij volwassen dieren soms uit een nestmuis of nestrat.

## Gedrag
Deze spin staat bekend als zeer rustig en ze zal niet gauw aanvallen of met brandharen gooien, wanneer ze zich bedreigd voelt. Ze zal eerder proberen voor het gevaar te vluchten en haar verdedigingstechnieken pas als laatste uitvlucht kiezen. Toch moet men steeds uitkijken met eventueel hanteren, want een ongeluk is snel gebeurd. Dit houdt in: zowel een beet van de spin als het laten vallen (als de spin van grote hoogte valt, barst het abdomen open).